# Åtvidabergs FF
Åtvidabergs Fotbollförening, ÅFF, "Åtvid", "Bruket", är en fotbollsförening i Åtvidaberg som bildades den 1 juli 1907 och som utmärkt sig med framgångar på herrsidan genom fyra stora mästartitlar på 1970-talet. A-laget har, med flera avbrott, spelat 20 säsonger i högsta serien Fotbollsallsvenskan. Senaste sejouren var 2012–2015. Laget spelar i Division 2 Södra Svealand 2024.

## Historia
Åtvidabergs FF grundades 1907 som Åtvidabergs IF, och 1935 följde delningen av föreningens sektioner då fotbollssektionen blev Åtvidabergs FF. Initiativtagare till omorganisationen var Elof Ericsson, chef vid Åtvidabergs Industrier (Facit). 1932–1933 spelade ÅFF för första gången i Division II men klubben degraderades 1935. 1940 återkom man till Division 2. 1945 förlorade man det allsvenska kvalet mot Djurgårdens IF.  1951 kvalificerade sig ÅFF för första gången till allsvenskan, men under debutsäsongen bärgades blott en seger. 1959 åkte man ner i Division III,  men under perioden 1965–1975 blev ÅFF ett svenskt topplag och spelade internationella matcher mot lag som Chelsea FC, FC Bayern München och FC Barcelona. Därefter dröjde det 27 år innan ÅFF var en allsvensk förening igen, under 2010-talets första halva.

### 1900–1959
Enligt sägnen skall fotbollskonsten ha kommit till Åtvidaberg genom en rörmokare från Stockholm som 1905 arbetade på ett bygge i orten, men först 1907 bildades Åtvidabergs idrottsförening. ÅIF var en flersektionsförening med bland annat fotboll som en gren, men även grenar som tennis och friidrott ingick i programmet. Föreningens ändamål var att "genom övande av olika idrotter höja intresset för dessa och därigenom utbilda goda idrottsmän samt dessutom verka för en god kamratanda". Föreningens märke blev ett blått koppartecken efter kopparbrytningen i Åtvidabergsområdet.
Fotboll var redan från början den gren som tilldrog sig det största intresset i föreningen. 1915 instiftades Landsbygdsserien som ÅIF kom att deltaga i. 1917 stod ÅIF som segrare i denna efter att i finalen besegrat Reimyre med 9–3. Det skulle dock dröja fram till säsongen 1929/30 innan ÅIF tog klivet upp i division III Södra Mellansvenskan.
Under 1920 stod idrottsplatsen färdig. Den innehöll banor, övningsplatser och en fotbollsplan. Invigningsmatchen spelades mellan ÅIF och Norrköpingslaget IK Sleipner, vilken slutade 3–6. 1923 övertog AB Åtvidabergs Industrier idrottsplatsen som 1936 skulle få namnet Kopparvallen.

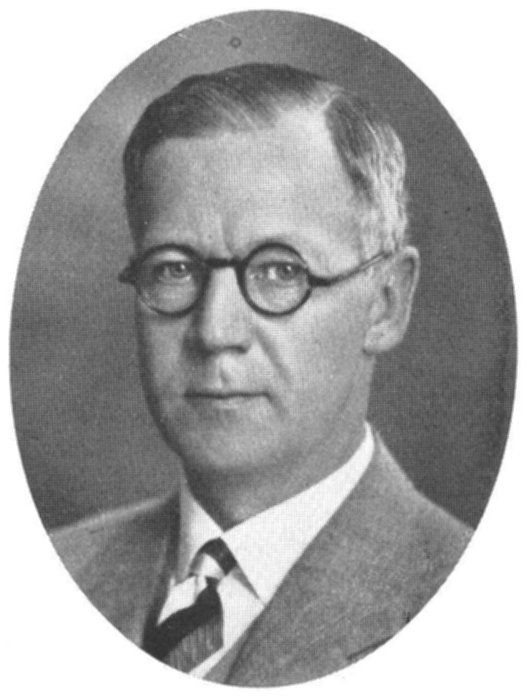
Elof Ericsson 1937.

Avancemanget till Division III Mellansvenskan 1930 följdes två säsonger senare av att laget tog klivet upp till Division II. En bidragande faktor till framgången var bruksdisponenten Elof Ericsson som börjat engagera sig i föreningen. Bland annat ska Ericsson hjälpt till att värva både tränare och spelare till laget. Kommande tre säsonger tillbringade laget i Division II med en fjärdeplats som högsta tabellplacering, innan laget återigen degraderades till Division III Södra Mellansvenskan. Samma år som degraderingen, 1935, delades ÅIF in i tre olika föreningar, vilket bland annat innebar att fotbollssektionen inom ÅIF bytte namn till Åtvidabergs Fotbollförening – ÅFF. Den “nya” föreningen skulle komma att ligga kvar i Division III fram till efter säsongen 1939/40, då laget slutade på andra plats i serien, vilket räckte till uppflyttning, då Waggeryds IK tackade nej till platsen i Division II Östra.
Säsongen 1944/45 spelade ÅFF kval till Allsvenskan, men förlorade mot Djurgården. Säsongen därpå kom laget tvåa i serien (vilket inte räckte för kval uppåt) och tog sig till final i Svenska Cupen, där Malmö stod som segrare. Avancemanget till Allsvenskan skulle dock dröja till 1951, då ÅFF som bäst skulle nå ytterligare två andraplatser under vad som var kvar av 1940-talet.
Den 10 juni 1951 spelade Åtvidaberg en direkt avgörande match mot Sandviken om en plats i Fotbollsallsvenskan 1951/1952. Med endast några minuter kvar av matchen fick ÅFF in en kvittering, vilket räckte för uppflyttning. Den allsvenska debutsäsongen slutade dock med nedflyttning efter åtskilliga uddamålsförluster. Under de närmaste åren därefter i Division II placerade sig laget på den övre tabellhalvan, men mot slutet av decenniet gick laget ner sig och degraderades till Division III 1960.

### 1960–1989
År 1961 värvade Åtvidaberg den då 16-åriga Roger Magnusson från Blomstermåla IK. Två år senare blev mångfaldige landslagsspelaren Bengt "Julle" Gustavsson tränare. Med Lasse Spjut som värvningsansvarige, kom bland annat Veine Wallinder, Sten-Åke "Söla" Andersson, Lars-Göran "Knalin" Andersson och Jan Olsson till klubben. Inför VM i England 1966 hade Brasilien sitt läger i Åtvidaberg och spelade även en träningsmatch mot ÅFF. Åtvidaberg ledde under matchen med 2–1 men förlorade till slut med 2–8. 1967 förstärkte ÅFF truppen ytterligare med målvakten Ulf Blomberg och mittbacken Kent Karlsson och vann detta år Division II. I kvalet besegrades först Brage borta med 2–0, och med 10 173 åskådare på Kopparvallen tog laget klivet upp i Allsvenskan efter att ha vunnit med 2-0 mot Sandvikens IF.
Åtvidaberg hade sin första storhetstid i början av 1970-talet, då företaget Facit under Gunnar Ericsson sponsrade laget. Ericsson var ordförande för både ÅFF och Svenska Fotbollförbundet. Två allsvenska slutsegrar (1972 och 1973) och två finalsegrar i Svenska cupen (1970 och 1971) i början 1970-talet är de största framgångarna. Klubbens största framgång i europeiska cuper är en kvartsfinal i Europacupen 1974/1975 där man förlorade mot Barcelona. I Cupvinnarcupen 1971/1972 skrällde laget med att slå ut Chelsea – efter 0–0 hemma och 1–1 borta som innebar vinst på bortamål. I kvartsfinal förlorade ÅFF mot BFC Dynamo. Säsongen 1973/1974 tvingade ÅFF storklubben Bayern München till straffläggning efter att ha vänt från förlust borta med 1–3 till vinst hemma med 3–1.
I 1974 års svenska landslag, som blev femma i VM i Västtyskland, ingick åtta spelare som spelade eller hade spelat i klubben; bland andra Ralf Edström, Roland Sandberg, Jan Olsson, Kent Karlsson, Jörgen Augustsson, Benno Magnusson och Conny Torstensson. 1976 åkte ÅFF ur Allsvenskan men tog sig direkt tillbaka via seger i Division II Södra. 1978 kunde laget hålla sig kvar i Allsvenskan och därefter med lite marginal, fram till 1982 då man åkte ur efter kval mot Mjällby AIF. Under denna period spelade bland annat landslagsmålvakten Thomas Wernersson och Glenn Martindahl i laget.
Efter att laget åkt ner från allsvenskan och på grund av serieomläggning etablerade sig ÅFF som ett topplag i andradivisionen. 1983–1989 låg laget i toppen av tabellen och 1984 blev det allsvenskt kval där man ställdes mot Trelleborgs FF. Efter en vinst på hemmaplan men förlust borta blev laget kvar i andradivisionen. 1987 tog sig ÅFF till kvartsfinal i Skandiacupen där Örebro SK slog ut ÅFF. Efter att ha börjat tappa flera tongivande spelare började laget dala även i denna serie och 1989 tvingades ÅFF att även degraderas.

### 1990–2009
1991 åkte laget ur tvåan och ner till Division III. Utöver det fick ÅFF problem med ekonomin, och för att bringa ordning på ekonomin började föreningen tänka nytt. 1993 gick ÅFF genom kval mot IK Tord upp till Division II. Åtvidabergs framgångar fortsatte och 1995 gick laget upp till Division I igen. Ekonomin fortsatte vara ett stort problem för klubben och tongivande spelare började lämna men ändå kom laget att 1998 vara med i kampen om en plats i Allsvenskan. ÅFF fick tillbaka det nationella fokuset och lyckades få en plats i den nya serien Superettan som startade år 2000.
Under 2000-talets första decennium höll laget till i Superettan eller lägre divisioner. Dessutom fanns det under några år ett samarbete med Djurgårdens IF, som avslutades bland annat på grund av att DIF begärde att Åtvidaberg skulle spela sina hemmamatcher i Linköping. 2005 gick ÅFF till final i Svenska cupen och fick möta just Djurgården. Till finalen på Råsunda i Stockholm åkte cirka 2 000 åtvidabergare medan det vid vanliga hemmamatcher kom ca 1 500 åskådare. Djurgården vann cupen medan ÅFF fick en plats i kvalet till Uefacupen och efter totalt 7–0 mot Etzella i första kvalomgången kvalade de in till huvudturneringen på fler gjorda bortamål (3 mot 1) efter totalt 4–4 mot norska SK Brann. ÅFF började borta och där spelade de 3–3. "Hemmamatchen" spelades på Värendsvallen i Växjö på grund av att Kopparvallen (ÅFF:s hemmaplan) inte klarade UEFA:s säkerhetskrav. Den matchen slutade 1–1 efter mål av Mats Haglund. ÅFF mötte schweiziska Grasshopper-Club Zürich i första omgången. Där förlorade de, men gjorde Sveriges bästa resultat i de europeiska cuperna detta år.

### 2010 och framåt
Med en omgång kvar att spela i Superettan 2009 kvalificerade sig Åtvidaberg för spel i Allsvenskan 2010, första besöket i Sveriges högsta division sedan 1982. Laget var nederlagstippat på förhand och första segern kom i den åttonde omgången, fast slutade näst sist på den lilla marginalen i form av sämre målskillnad. I Superettan 2011 var ÅFF framgångsrikt, och den 17 oktober 2011 kvalificerade de sig för Allsvenskan 2012 där avancemanget säkrades i och med en bortaseger mot GIF Sundsvall i näst sista serieomgången via mål av Oscar Möller.

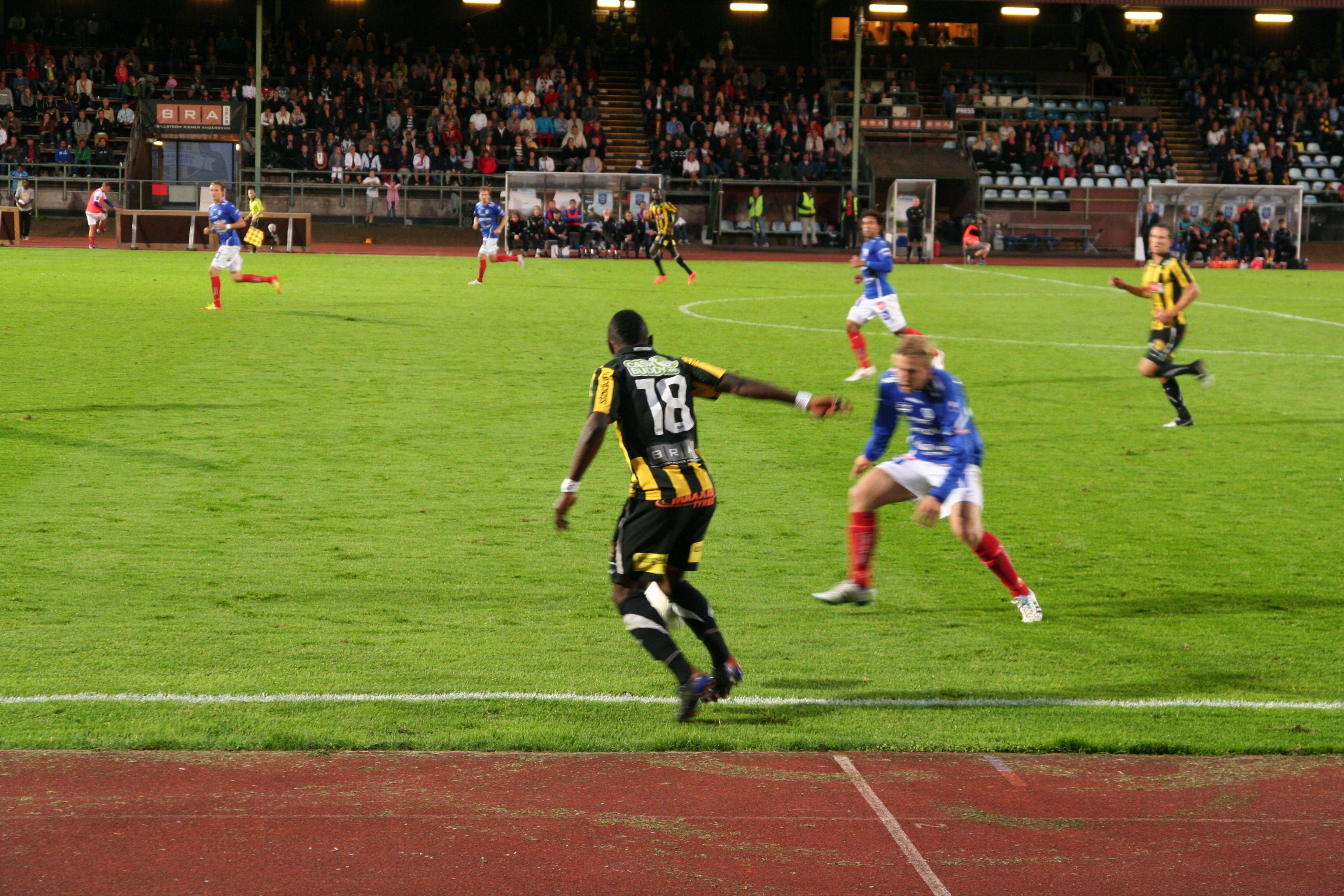
Åtvidaberg i en match borta mot BK Häcken i Fotbollsallsvenskan 2012 den 31 augusti.

I Fotbollsallsvenskan 2012 tippades ÅFF åter som ett bottenlag men inledde med fulla poäng på de tre första omgångarna. Sedan följde sex matcher utan vinst, men med anfallsduon i Magnus Eriksson och Viktor Prodell kom laget i den 13:e omgången att slå serieledarna IF Elfsborg med 5–1. Den 28 augusti spelades det första allsvenska östgötaderbyt på Kopparvallen på 30 år inför ett utsålt Kopparvallen. Matchen var även Magnus Erikssons sista match innan han såldes till belgiska Gent och ÅFF sjönk i tabellen. I den 28:e omgången säkrades kontraktet efter 0–0 hemma mot Mjällby AIF. Matchen därpå hemma mot GIF Sundsvall började i oktober och slutade i november på grund av ett strömavbrott.
Säsongen 2013 började med en meriterande värvning i form av Daniel Sjölund med över 200 allsvenska matcher. Han kom som free agent från Djurgården. Mohammed Abubakari, Martin Christensen och Imad Zatara värvades och dessutom återkom Peter Swärdh, nu som tränare. Under året lämnade både Vikor Prodell och Tom Pettersson ÅFF, för spel i Belgien. Även Mattias Mete, Petrit Zhubi och publikfavoriten Oscar Möller fick lämna ÅFF under 2013. Erik Moberg gick över till Örebro SK. På plussidan återkom Ricardo Santos till ÅFF. Efter en mindre framgångsrik seriestart tog laget sju segrar på nio matcher mitt i serien. Åtvidaberg slutade på åttonde plats i Allsvenskan 2013. Efter serieavslutningen blev det officiellt att Superettans skyttekung Victor Sköld anslöt till Åtvid. År 2014 blev turbulent för föreningen, men mestadels utanför fotbollsplanen. I Allsvenskan stod ÅFF för en något jämnare säsong. Mitt i seriespelet återkom Tom Pettersson från sin proffssejour i Belgien, och Ricardo Santos blev tillsammans med John Owoeri ett av seriens bästa anfallspar.  ÅFF slutade återigen på åttonde plats i Allsvenskan. Daniel Sjölund, Tom Pettersson, Anton Tinnerholm och Mohammed Abubakari lämnade ÅFF för andra allsvenska lag. Ricardo Santos, som tog andraplatsen i skytteligan med 17 mål, såldes i slutet av 2014 till kinesiska Guizhou Renhe Football Club. Peter Swärdh lämnade föreningen efter två år som huvudtränare i sin andra sejour i ÅFF. Roar Hansen tog över tränarrollen. Åtvidaberg skulle för tredje året i rad sluta på åttonde plats i Allsvenskan.
Inför säsongen 2016 skedde stora förändringar i ÅFF. Laget som 2015 hade haft Allsvenskans äldsta spelartrupp, vilken slutade sist, föryngrade och inför säsongen 2016 hade de Superettans yngsta trupp. Två matcher in på säsongen valde klubben även att tillsätta Muharrem Demirok som ordförande. 2017 åkte ÅFF ur Superettan, och blev nedflyttade till Division 1. 2018 placerade sig ÅFF på elfte plats i Division 1 södra, och skulle åka ur densamma 2019 efter att ha slutat på 14:e plats.
Säsongen 2020 hamnade ÅFF på kvalplats upp till Ettan; i spel bäst av två omgångar mot Västra Frölunda blev slutresultatet totalt 3–3, där Västra Frölunda hade gjort mål på bortaplan vilket vägde tyngst för en plats i Ettan 2021. Efter matchen lämnade ÅFF in en protest mot att Västra Frölunda hade använt dig av en avstängd spelare, det hela prövades i fotbollens samtliga instanser och ÅFF fick rätt i frågan, vilket innebar att ÅFF fick platsen istället.

## Spelare

### Spelartruppen
| Nummer      | Land      | Spelare             | Födelsedatum      | Kom från         | Moderklubb         |           |
| Målvakter   | Målvakter | Målvakter           | Målvakter         | Målvakter        | Målvakter          | Målvakter |
| ----------- | --------- | ------------------- | ----------------- | ---------------- | ------------------ | --------- |
| 1           | Sverige   | Hugo Claesson       | 4 april 2002      | Degerfors IF     | Degerfors IF       |           |
| 30          | Sverige   | Anton Flood         |                   | BK Ljungsbro     |                    |           |
| Försvarare  |           |                     |                   |                  |                    |           |
| 2           | Sverige   | David Lund          |                   | Rimforsa IF      | Rimforsa IF        |           |
| 3           | Sverige   | Carl Thulin         | 5 juli 1999       | Lunds BK         | Svalövs BK         |           |
| 4           | Sverige   | Tufve Östlund       |                   | FC Gute          | Degerfors IF       |           |
| 5           | Sverige   | Ali Kachmar         |                   | IF Sylvia        | Karle IF           |           |
| 12          |           | Martin Johansson    |                   | Dalkurd FF       |                    |           |
| 17          | Sverige   | Emir Beganovic      |                   | Hemgårdarna BK   |                    |           |
| 24          | Sverige   | David Wallin        |                   | Hudiksvall IK    |                    |           |
| 33          |           | Adrian Peterson     |                   | ÅFF U            | IK Östria Lambohov |           |
| 6           |           | Markus Assarsson    |                   | IFK Eskilstuna   |                    |           |
| 22          |           | Ali Rihyad          |                   | Motala AIF       |                    |           |
| Mittfältare |           |                     |                   |                  |                    |           |
| 8           | Sverige   | Anton Skogö         |                   | Hemgårdarna BK   | Hjulsbro IK        |           |
| 21          | Sverige   | Srdjan Sotra        |                   | IK Sleipner      |                    |           |
| 23          | Sverige   | David Ström         |                   | Mjölby AI        |                    |           |
| 26          | Sverige   | Carl Ljungberg      |                   | Degerfors IF     |                    |           |
| 20          | Sverige   | Erik Grandelius     | 28 september 2001 | FC Trollhättan   | Degerfors IF       |           |
| 7           | Sverige   | Adam Samuelsson     |                   | Mjölby AI        |                    |           |
| Anfallare   |           |                     |                   |                  |                    |           |
| 10          | Sverige   | Isak Ahl Holmström  |                   | Kungsängen IF    | FC Gute            |           |
| 11          | Sverige   | Liam Uddfalk Lund   |                   | IK Sirius        |                    |           |
| 19          | Sverige   | Albin Bergström     | 9 maj 2003        | Åtvidabergs FF U | Kisa BK            |           |
| 42          | Sverige   | Olle Persson        |                   | ÅFF U            | Värmbol            |           |
| 77          | Sverige   | Oskar Christiansson |                   | Falkenberg FF    |                    |           |

### Utlånade spelare
| Nr | Land    | Pos | Namn                                           |
| -- | ------- | --- | ---------------------------------------------- |
| 6  | Sverige | F   | Amer Jusic (i IF Syliva till 31 december 2023) |

| Nr | Land    | Pos | Namn                                        |
| -- | ------- | --- | ------------------------------------------- |
| 12 | Sverige | A   | Theo Lind (i Kisa BK till 31 december 2023) |